# 大树莺
大树莺（学名：Cettia major）为鶲科树莺属的鸟类。该物种分布在南亚地区，其模式产地在尼泊尔。

## 亚种
- 大树莺指名亚种（学名：Cettia major major）。在中国大陆，分布于西藏、四川、云南等地。该物种的模式产地在尼泊尔。[2]